# الأسر الآشوري

ترحيل الإمبراطورية الآشورية لمملكة إسرائيل الشمالية.

السبي الآشوري (أو المنفى الآشوري) هي فترة في تاريخ مملكتي إسرائيل ويهوذا القديمتين نُقل خلالها عدة آلاف من بنو إسرائيل من مملكة إسرائيل قسرًا من قبل الإمبراطورية الآشورية الحديثة. هذه العملية واحدة من الأمثلة العديدة لسياسة إعادة التوطين للإمبراطورية الآشورية الجديدة. تم غزو مملكة إسرائيل من قبل الملوك الإمبراطورية الآشورية الحديثة تغلث فلاسر الثالث وشلمنصر الخامس. كان الحكام الآشوريون اللاحقون سرجون الثاني وابنه وخليفته سنحاريب مسؤولين عن إنهاء عشرين عامًا لمملكة إسرائيل الشمالية المكونة من عشرة أسباط، مع أنهما لم يتغلبا على مملكة يهوذا. حوصرت أورشليم لكنها لم تسقط. أصبحت القبائل التي أعادت آشور توطينها قسرًا فيما بعد تُعرف باسم الأسباط العشرة المفقودة.

## حساب الكتاب المقدس
بدأ الأسر في حوالي 740 قبل الميلاد (أو 733/2 قبل الميلاد وفقًا لمصادر أخرى).
وأثار إله إسرائيل روح بول ملك آشور وروح تغلث فلاسر ملك آشور وأخذهم، حتى الراوبينيين والجاديين ونصف سبط منسى، وأتى بهم إلى حلح. وخابور وحارا ونهر جوزان إلى هذا اليوم. (1 Chronicles 5:26)
في أيام فقح، ملك إسرائيل، جاء تغلث فلاسر ملك آشور، وأخذ إيجون وآبل بيت معكة ويانوح وكديش وحاصور وجلعاد والجليل، كل أرض نفتالي، وسباهم إلى آشور. (2 Kings 15:29)
في عام 722 قبل الميلاد، بعد عشرة إلى عشرين عامًا من عمليات الترحيل الأولية، استولى سرجون الثاني أخيرًا على المدينة الحاكمة لمملكة إسرائيل الشمالية، السامرة، بعد حصار دام ثلاث سنوات بدأه شلمنصر الخامس.
وضده جاء شلمنصر ملك آشور؛ فصار هوشع عبدًا له ويعطيه هدايا.
ووجد ملك آشور مؤامرة في هوشع، لأنه أرسل رسلًا إلى ملك مصر، ولم يقدم هدية لملك آشور كما كان يفعل سنة بعد سنة، فحجزه ملك آشور وقيده في السجن. وصعد ملك آشور على كل الأرض وصعد إلى السامرة وحاصرها ثلاث سنين.

في السنة التاسعة لهوشع، أخذ ملك آشور السامرة، وسبى إسرائيل إلى آشور، ووضعهم في حلح وخابور على نهر جوزان وفي مدن الميديين. (2 Kings 17:3–6)
حمل ملك آشور بنو إسرائيل بعيدًا إلى آشور، وأسكنهم في حلح، على نهر خابور، ونهر جوزان، وفي مدن الميديين، لأنهم لم يسمعوا لصوت الرب إلههم بل خالفوا عهده. - لم يسمعوا ولم يطيعوا كل ما أمر به موسى عبد الرب. (2 Kings 18:11-12)
قد يكون مصطلح «مدن الميديين» المذكور أعلاه تحريفًا من النص الأصلي «جبال الميديين».
ولما سمع آسا هذه الكلمات، حتى نبوة عوديد النبي، فتشجع وأزال البغيضة من كل أرض يهوذا وبنيامين، ومن المدن التي أخذها من جبل بلاد الجبل. افرايم. وجدد مذبح الرب الذي أمام رواق الرب.
وجمع كل يهوذا وبنيامين والمتغربين معهم من افرايم ومنسى وشمعون. لانهم سقطوا به من إسرائيل بكثرة اذ رأوا ان الرب إلهه معه.

فاجتمعوا في أورشليم في الشهر الثالث في السنة الخامسة عشرة لملك آسا.(2 Chronicles 15:8–10)
وفقًا لسجلات أخبار الأيام الثاني، الفصل 30، هناك أدلة على أن بعض الناس على الأقل من مملكة إسرائيل الشمالية لم يُنفوا. دعي هؤلاء من قبل الملك حزقيا للاحتفال بعيد الفصح في وليمة في أورشليم مع سكان يهوذا. (تم تحديد العطلة بعد شهر واحد من تاريخها الأصلي.) أرسل حزقيا مندوبيه لنشر الخبر بين فلول مملكة الشمال. لقد اُستهزئ بالمندوبين اثناء زيارتهم لبلد افرايم ومنسى وزبولون. إلا أن قومًا من أشير ومنسى وزبولون تواضعوا وأتوا إلى أورشليم. وفي جزء لاحق من الفصل، قيل أن حتى الناس من سبط يساكر والغرباء الذين «خرجوا من أرض إسرائيل» شاركوا في عيد الفصح. ادعى علماء الكتاب المقدس، مثل أومبرتو كاسوتو وإيليا صموئيل أرتوم، أن حزقيا ربما يكون قد ضم هذه الأراضي، التي بقي فيها سكان مملكة إسرائيل، إلى مملكته.
وأرسل حزقيا إلى جميع إسرائيل ويهوذا، وكتب أيضًا رسائل إلى أفرايم ومنسى، لكي يأتوا إلى بيت الرب في أورشليم، ليصنعوا الفصح للرب، إله إسرائيل. (2 Chronicles 30:1)
فأصدروا أمرًا أن يناديوا في كل إسرائيل، من بئر سبع إلى دان، ليأتوا ليصنعوا فصحًا للرب إله إسرائيل في أورشليم. لأنهم لم يحفظوه بأعداد كبيرة على هذا النحو كما هو مكتوب.
وسار المندوبين برسائل الملك ورؤسائه في كل إسرائيل ويهوذا حسب أمر الملك قائلين: «يا بني إسرائيل ارجعوا إلى الرب إله إبراهيم وإسحق وإسرائيل». ليرجع إلى البقية التي هربت من يد ملوك آشور. ولا تكنوا مثل آبائكم وإخوتكم الذين غدروا بالرب إله آبائهم حتى أوقعهم في الخراب كما ترون. الآن لا تصلبوا رقبتكم كما كان آباؤكم، بل استسلموا للرب وادخلوا مقدسه الذي قدسه إلى الأبد. واعبد الرب الهك فيرد عنك حمو غضبه.

لأنه ان رجعتم إلى الرب يتراحم اخوتكم وبنوكم أمام الذين سبوهم وسيرجعون إلى هذه الأرض. لان الرب الهك حنّان ورحيم ولا يرد وجهه عنك ان رجعت اليه. (2 Chronicles 30:5–9)
فكانت القوافل تنتقل من مدينة إلى مدينة في أرض افرايم ومنسى إلى زبولون. لكنهم سخروا منهم واستهزأوا بهم. ولكن قوم من أشير ومنسى وزبولون تواضعوا وأتوا إلى أورشليم.(2 Chronicles 30:11–12)
لأن جمهورًا كثيرًا من الشعب، من أفرايم ومنسى ويساكر وزبولون، لم يتطهروا، لكنهم أكلوا الفصح على خلاف ما هو مكتوب. لأن حزقيا كان قد صلى من أجلهم قائلًا: «الرب الصالح يغفر...»(2 Chronicles 30:18)
ففرح كل جماعة يهوذا والكهنة واللاويين وكل الجماعة الخارجة من إسرائيل والغرباء الخارجين من أرض إسرائيل والساكنين في يهوذا. فكان فرحٌ عظيم في أورشليم. لانه منذ زمن سليمان بن داود ملك إسرائيل لم يكن مثل هذا في أورشليم.(2 Chronicles 30:25–26)
في سفر أخبار الأيام الثاني، الفصل 31، قيل أن بقية مملكة إسرائيل عادت إلى ديارها، ولكن ليس قبل تدمير أماكن عبادة الأوثان في بعل وعشيره المتبقية في «كل يهوذا وبنيامين، في أفرايم ومنسى أيضًا». .
ولما انتهى كل هذا، خرج كل إسرائيل الموجودين إلى مدن يهوذا وكسروا التماثيل وقطعوا السواري وهدموا المرتفعات والمذابح من كل يهوذا وبنيامين. وافرايم ومنسى حتى أبادوهما كلهم. ورجع كل بني إسرائيل كل واحد إلى ملكه إلى مدنهم.(2 Chronicles 31:1)

## المسمارية الآشورية
تذكر الكتابة المسمارية الآشورية أسر 27,290 شخصًا من السامرة، عاصمة مملكة إسرائيل الشمالية، على يد سرجون الثاني.

يسجل سرجون حملته الأولى على جدران القصر الملكي في دور شاروكين (خورساباد):
في السنة الأولى من حكمي *** وصل سكان السامرة إلى 27,290... حملتهم بعيدًا.
خمسون عربة لمعداتي الملكية التي اخترتها. المدينة التي أعدت بناءها. لقد جعلتها أكبر مما كانت عليه من قبل.

جعلت أهل الأراضي التي احتلتها يستقرون فيها. جعلت مسؤولي (ترتان) عليهم محافظًا.(L.ii.4. )
يبدو أن وصف الهزيمة النهائية لمملكة إسرائيل الشمالية أعلاه كان حدثًا صغيرًا في تراث سرجون. يعزو بعض المؤرخين سهولة هزيمة إسرائيل إلى عقدين ماضيين تعرضت فيهما للغزو والهزائم والترحيل.
تفترض بعض التقديرات أن عدد الأسرى يصل إلى مئات الآلاف، مطروحًا منه أولئك الذين ماتوا دفاعًا عن المملكة وناقصًا منه أولئك الذين فروا طواعية قبل وأثناء الغزوات.
ومع ذلك، فقد اقترح أن الأعداد التي رحلّها الآشوريون كانت محدودةً إلى حد ما وأن معظم السكان ظلوا في مواقعهم. هناك أيضًا أدلة على أن أعدادًا كبيرة هربت جنوبًا إلى مملكة يهوذا.

## العودة
على عكس مملكة يهوذا، التي كانت قادرة على العودة من الأسر البابلي، لم يكن لدى القبائل العشر في المملكة الشمالية أي مرسوم أجنبي يمنح الإذن بالعودة وإعادة بناء وطنهم. بعد عدة قرون، كان حاخامات مملكة يهوذا المستعادة يناقشون عودة الأسباط العشرة المفقودة. ومع ذلك، تم غزو بلاد آشور من قبل بابل، ثم غزا الفرس بعدهم بابل.

وفقًا لسجلات أخبار الأيام الفصل 9:3، يُقال إن الإسرائيليين، الذين شاركوا في العودة إلى صهيون، هم من سبط يهوذا إلى جانب سبط شمعون الذي اندمج فيها، وسبط بنيامين، وسبط اللاويين (اللاويين والكهنة) إلى جانب قبائل أفرايم ومنسى، والتي وفقًا لسفر الملوك الثاني الفصل 7، من المفترض أن الآشوريين قد نفوهم (زعم علماء الكتاب المقدس امبرتو كاسوتو وإيليا صموئيل أرتوم أن أسماء هاذين السبطين هما إشارة إلى بقايا جميع القبائل العشر التي لم يتم نفيها واستيعابها في سكان يهودا).
وسكن في أورشليم لبني يهوذا وبني بنيامين وبني أفرايم ومنسى (1 Chronicles 9:3).
الدقة التاريخية للنبي عزرا تكتمل فقط عندما تتم الإشارة إلى تفاصيل الأسدرات الأولى والثانية لابوكريفا، حيث يوجد التاريخ الكامل لتشتت قبائل المملكة الشمالية.(2 Esdras 13:40-48)